# Autorité de régulation professionnelle de la publicité
Pour les articles homonymes, voir ARPP et BVP.
 (février 2020).
Si vous disposez d'ouvrages ou d'articles de référence ou si vous connaissez des sites web de qualité traitant du thème abordé ici, merci de compléter l'article en donnant les références utiles à sa vérifiabilité et en les liant à la section « Notes et références ».
L'Autorité de régulation professionnelle de la publicité (ARPP) est une association loi de 1901 qui constitue l'organisme d'autorégulation de la publicité en France.
Créé le 29 août 1935 sous le nom d'« Office de contrôle des annonces », l'organisme devient Bureau de vérification de la publicité (BVP) en 1953, avant de prendre le nom d'Autorité de régulation professionnelle de la publicité (ARPP) en juin 2008.

## Histoire
L'Office de contrôle des annonces (OCA) voit le jour le 29 août 1935 et réunit des publicitaires, des professionnels de la presse et des éditeurs. Son objectif est de s'assurer de la sincérité de la publicité sous toutes ses formes et de la moralité des annonces qui lui sont soumises.
Après une période d'« hibernation » pendant la Seconde Guerre mondiale et l'immédiat après-guerre, l'OCA étend le champ de ses compétences et change de nom.
L'OCA change de nom le 20 août 1953 pour devenir le Bureau de vérification de la publicité. Dès lors, il ne cesse de mettre en place une codification précise des publicités, capable de servir de référence à toute la profession.
En 1968, le BVP entre dans le processus de contrôle de la publicité télévisée, en obtenant un siège à la commission de visionnage de la Régie française de publicité.
À partir de 1992, le BVP est chargé de donner un avis avant diffusion de tous les films publicitaires télévisés.
En 1993, Laurent Baffie détourne le sigle « BVP », pour en faire le titre d'une chronique télévisée humoristique sur Canal+ : BVP, pour « Baffie vérifie la pub ».
Le 24 juin 2008, en suite du Grenelle de l'environnement, le BVP fait adopter à l'unanimité ses nouveaux statuts : il change de nom et de logo pour devenir l'Autorité de régulation professionnelle de la publicité (ARPP) qui a mis en place le dispositif de régulation professionnelle de la publicité concertée avec la société civile en créant de nouvelles instances :
1. Le Conseil paritaire de la publicité (CPP)[1], instance de dialogue et de concertation entre représentants d’associations agréées ou reconnues et représentants des professionnels dont les missions principales sont de « contribuer, au moyen d’avis publics, à l’évolution des règles de déontologie publicitaire » et de « participer à l’évaluation annuelle du respect des règles professionnelles par la publicité diffusée » ;
2. Le Jury de déontologie publicitaire (JDP)[2], chargé de traiter les plaintes de toute personne physique ou morale, se prononce publiquement sur la conformité des campagnes publicitaires aux règles professionnelles du Code de l’ARPP des Recommandations de la publicité[3].

Ces deux instances viennent rejoindre le Conseil de l’éthique publicitaire (CEP) créé en 2005 et présidé par Dominique Wolton. Le CEP est une instance académique et de réflexion dont la mission est d’éclairer le Conseil d’Administration de l’ARPP sur les problèmes fondamentaux, notamment d’ordre éthique, que posent le contenu de la publicité, sa diffusion, son évolution et son acceptabilité par le corps social. Il produit des avis publiés sous forme de Cahiers du Conseil de l’Ethique Publicitaire.
Lors de l’Assemblée générale de l’ARPP de juin 2021, ses adhérents ont adopté l’ouverture de la gouvernance de l’association à un quatrième collège de Représentants de la société civile qui siègent aux côtés des Représentants des annonceurs, agences, médias, plateformes et supports publicitaires répartis dans trois collèges distincts. La composition du collège des représentants de la société civile est fixée à l’article 3.3 des statuts de l’ARPP et chaque collège dispose du même nombre de voix.
Depuis la Loi no 2021-1104 du 22 août 2021 portant lutte contre le dérèglement climatique et renforcement de la résilience face à ses effets dont l’article 14 a complété l’article 14 de la loi no 86-1067 du 30 septembre 1986 relative à la liberté de communication, l’ARPP adresse chaque année au Parlement un rapport.

## Présidents
Les présidents de l’OCA, du BVP et de l’ARPP depuis la fondation de l’association en 1935 :
1. Charles Maillard (1935-1940) ;
2. Bernard de Plas (1940-1970) ;
3. André Lecompte (1970-1971) ;
4. Philippe Renaudin (1971-1977) ;
5. Raymond Odent (1977-1979) ;
6. Charles Merveilleux du Vignaux (1979-1983) ;
7. Louis Fougère (1983-1986) ;
8. Jean Ravanel (1986-1989) ;
9. Jean Autin (1989-1991) ;
10. Yves Rocca (1991-1994) ;
11. Marie-Dominique Hagelsteen (1994-1998) ;
12. Jean-Michel Gaillard (1998-1999) ;
13. Jean-Pierre Teyssier (1999-2010) ;
14. Dominique Baudis (octobre 2010 – mai 2011) ;
15. François d'Aubert (novembre 2011 — octobre 2023) ;
16. Christine Albanel (depuis novembre 2023).

## Activités
Sa mission statutaire est de mener toutes actions en faveur d’une publicité loyale, véridique et saine, dans l’intérêt des professionnels, des consommateurs-citoyens et du public.
- en établissant et en diffusant des Recommandations qui constituent des règles professionnelles ;
- en répondant à toute demande relative à des publicités en projet, ou déjà diffusées, afin d’en vérifier la conformité aux règles professionnelles et aux réglementations en vigueur ;
- en prenant toutes les mesures propres à prévenir, éviter ou faire cesser les manquements aux règles professionnelles ou aux réglementations en vigueur ;
- en organisant des forums ou tout autre lieu d’échanges entre les représentants des instances statutaires et les représentants de toute personne morale (associations non représentées dans les instances, pouvoirs publics, professionnels…) intervenant dans le domaine de la publicité et de la communication (au sens large).

## Bureau

### Historique
L'association est présidée de 1999 à 2010 par Jean-Pierre Teyssier, auquel succède le 12 octobre 2010 Dominique Baudis qui le demeure jusqu'à sa nomination, par le décret du 22 juin 2011, au poste de Défenseur des droits. En novembre de la même année, l'ancien ministre et député François d'Aubert est nommé président pour un mandat de quatre ans, renouvelé le 14 octobre 2015 puis le 16 octobre 2019. En novembre 2023, la présidence de l’ARPP a été confiée à Christine Albanel, ancienne ministre, agrégée de lettres et conseillère d’Etat honoraire.
Le 22 avril 2010, le Conseil d'administration de l'ARPP nomme Stéphane Martin, directeur général de l'association.
En 2017, l'ARPP s’inscrit sur le répertoire numérique des représentants d’intérêts de la Haute Autorité pour la transparence de la vie publique.